# Arctium nemorosum
Espèce
La Bardane des bois (Arctium nemorosum) est une espèce de plante à fleurs herbacée de la famille des Astéracées.

## Protection
En France, l'espèce est protégée en Franche-Comté.